# Marmorlunden

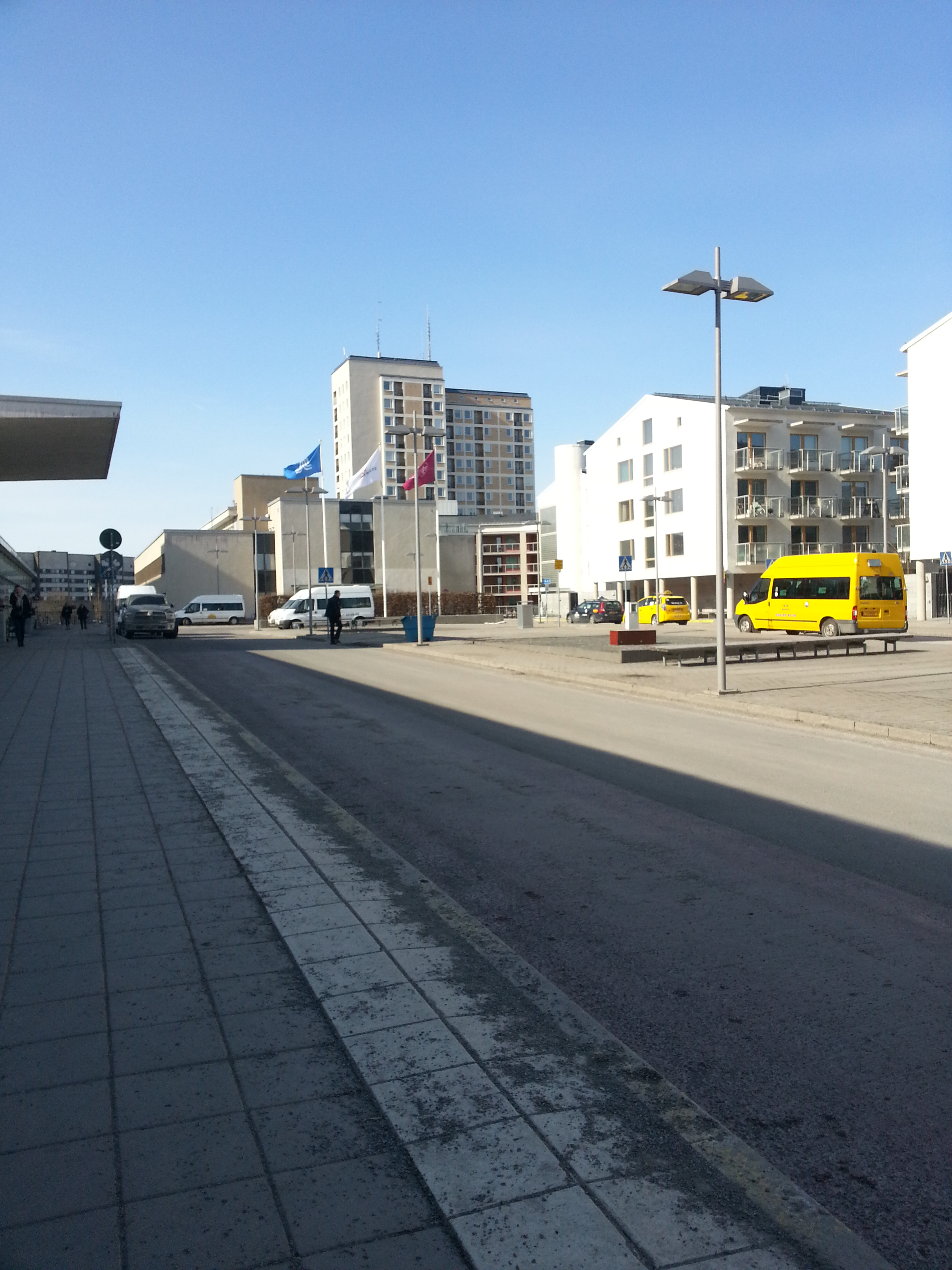
Det höga huset i bakgrunden är Marmorskrapan, det högsta av tre hus i Marmorlunden. Bilden tagen från Södersjukhusets torg.

Marmorlunden är ett bostadsområde intill Södersjukhuset på Södermalm, Stockholm. Ett av husen är ett 55 meter högt bostadshus med 17  våningar, som har varit ett inslag i västra Södermalms stadsbild. Byggnaden kallas även Marmorskrapan och är ett av Stockholms högsta bostadshus.

## Bakgrund
Marmorlunden heter själva platsen väster om Södersjukhuset, intill Marmorgatan och Tantogatan. I slutet av 2008 bildades bostadsrättsföreningen Marmorlunden brf efter att ha köpts upp av de boende från tidigare ägaren Stockholmshem. På tomten finns 300 bostäder och två företagslokaler.

## Historik
De hus som ingår i Marmorlunden brf ligger längs Tantogatan och Marmorgatan; Tantogatan 11 och 13, samt Marmorgatan 1, 3, 5, 7, 9 och 11. Det handlar om tre låghus och ett höghus ("Marmorskrapan") som har 17 våningar.
De stod färdiga, byggår, 1952 som tillfälliga personalbostäder för Landstingsanställda. Fastigheten förföll varför politikerna beslutade i mitten av nittiotalet att Stockholmshem skulle överta och förvalta fastigheten. Vilket innebar att all landstingspersonal som bodde i fastigheten vid det tillfället fick förstahandskontrakt på respektive lägenhet.

## Byggnaderna i Marmorlunden
Alla tre husen i Marmorlunden är byggda i funktionalistisk stil.